# Valentí Gubianas i Escudé
Valentí Gubianas i Escudé (Navàs, 15 de maig de 1969) és un il·lustrador català.
Va estudiar a l'Escola Massana. El 1995 va publicar el seu primer llibre il·lustrant un text d'Elena O'Callaghan. Es considera influenciat per les obres de Carme Solé Vendrell, Montse Ginesta, Mariscal, Peret, Arnal Ballester o Montse Tobella. Ha treballat per a diferents editorials, il·lustrant sobretot llibres infantils –més d'un centenar–, i ha col·laborat a les revistes Cavall Fort i Tretzevents. Amb el conte Alí i Rambodine es va estrenar com a autor del text il·lustrat. És també un reconegut pintor de murals.
El 2015, Gubianas va celebrar els 20 anys de la publicació del seu primer llibre amb una exposició antològica a la sala gran del Centre Cultural El Casino de Manresa i una altra a la Fàbrica Nova de Navàs.El 2024 va exposar novament al Centre Cultural El Casino de Manresa, amb motiu del Premi Lacetània a la Projecció artística en il·lustració.
És autor del mural d'homenatge a Josep Vallverdú, fet al Gargar Festival 2023 de Penelles amb motiu dels cent anys de l'escriptor.

## Premis
- The White Ravens 2021 per l'àlbum Els Gegants , seleccionat per la Internationale Jugendbibliothek com un dels 200 millors títols de l'any de literatura infantil i juvenil d'arreu del món (procedents de 54 països i en 38 llengües diferents).[10][11]
- Premi Lacetània a la Projecció Artística 2023, convocat per Òmnium Cultural i Cercle Artístic de Manresa.[12]